# Nenass
Erikson Spinola Lima znany jako Nenass (ur. 5 lipca 1995) – kabowerdyjski piłkarz grający na pozycji środkowego pomocnika. Od 2018 jest zawodnikiem klubu Aalesunds FK.

## Kariera klubowa
Swoją piłkarską karierę Nenass rozpoczął w klubie CS Mindelense, w barwach którego w sezonie 2014/2015 zadebiutował w pierwszej lidze Republiki Zielonego Przylądka. W sezonach 2014/2015 i 2015/2016 wywalczył z nim dwa mistrzostwa kraju z rzędu.
Na początku 2016 roku Nenass przeszedł do Vålerengi, w której grał w 2016 roku w rezerwach. We wrześniu odszedł do KFUM-Kameratene Oslo, w którym zadebiutował 11 września 2016 w przegranym 2:3 wyjazdowym meczu z Kristiansund BK. W sezonie 2016 spadł z KFUM z 1. divisjon do 2. divisjon.
W sierpniu 2017 Nenass został piłkarzem klubu Sarpsborg 08 FF. Swój debiut w nim w Eliteserien zaliczył 17 września 2017 w przegranym 0:5 meczu z Tromsø IL. Był to zarazem jego jedyny mecz w pierwszym zespole Sarpsborga. Sezon 2017 dokończył w rezerwach tego klubu.
W lutym 2018 Nenass odszedł z Sarpsborga do Aalesunds FK. Swój debiut w nim zaliczył 3 kwietnia 2018 w zremisowanym 0:0 domowym spotkaniu z Sogndal IL. W sezonie 2019 awansował z nim do Eliteserien, a w sezonie 2020 spadł do 1. divisjon. W sezonie 2021 ponownie wywalczył z Aalesunds awans do Eliteserien.
| Sezon   | Klub                 | Kraj                          | Rozgrywki           | Mecze | Gole |
| ------- | -------------------- | ----------------------------- | ------------------- | ----- | ---- |
| 2014/15 | CS Mindelense        | Republika Zielonego Przylądka | Campeonato Nacional | ?     | ?    |
| 2015/16 | CS Mindelense        | Republika Zielonego Przylądka | Campeonato Nacional | ?     | ?    |
| 2016    | Vålerenga 2          | Norwegia                      | 2. divisjon         | 6     | 0    |
| 2016    | KFUM-Kameratene Oslo | Norwegia                      | 1. divisjon         | 7     | 0    |
| 2017    | KFUM-Kameratene Oslo | Norwegia                      | 2. divisjon         | 14    | 1    |
| 2017    | Sarpsborg 08 FF      | Norwegia                      | Eliteserien         | 1     | 0    |
| 2017    | Sarpsborg 08 FF 2    | Norwegia                      | 3. divisjon         | 10    | 1    |
| 2018    | Aalesunds FK         | Norwegia                      | 1. divisjon         | 24    | 1    |
| 2019    | Aalesunds FK         | Norwegia                      | 1. divisjon         | 17    | 0    |
| 2020    | Aalesunds FK         | Norwegia                      | Eliteserien         | 14    | 0    |
| 2021    | Aalesunds FK         | Norwegia                      | 1. divisjon         | 28    | 0    |

## Kariera reprezentacyjna
W reprezentacji Republiki Zielonego Przylądka Nenass zadebiutował 7 października 2021 w wygranym 2:1 meczu eliminacji do MŚ 2022 z Liberią, rozegranym w Akrze. W 2022 roku został powołany do kadry na Puchar Narodów Afryki 2021. Na tym turnieju rozegrał jeden mecz grupowy, z Kamerunem (1:1).